# Klausur

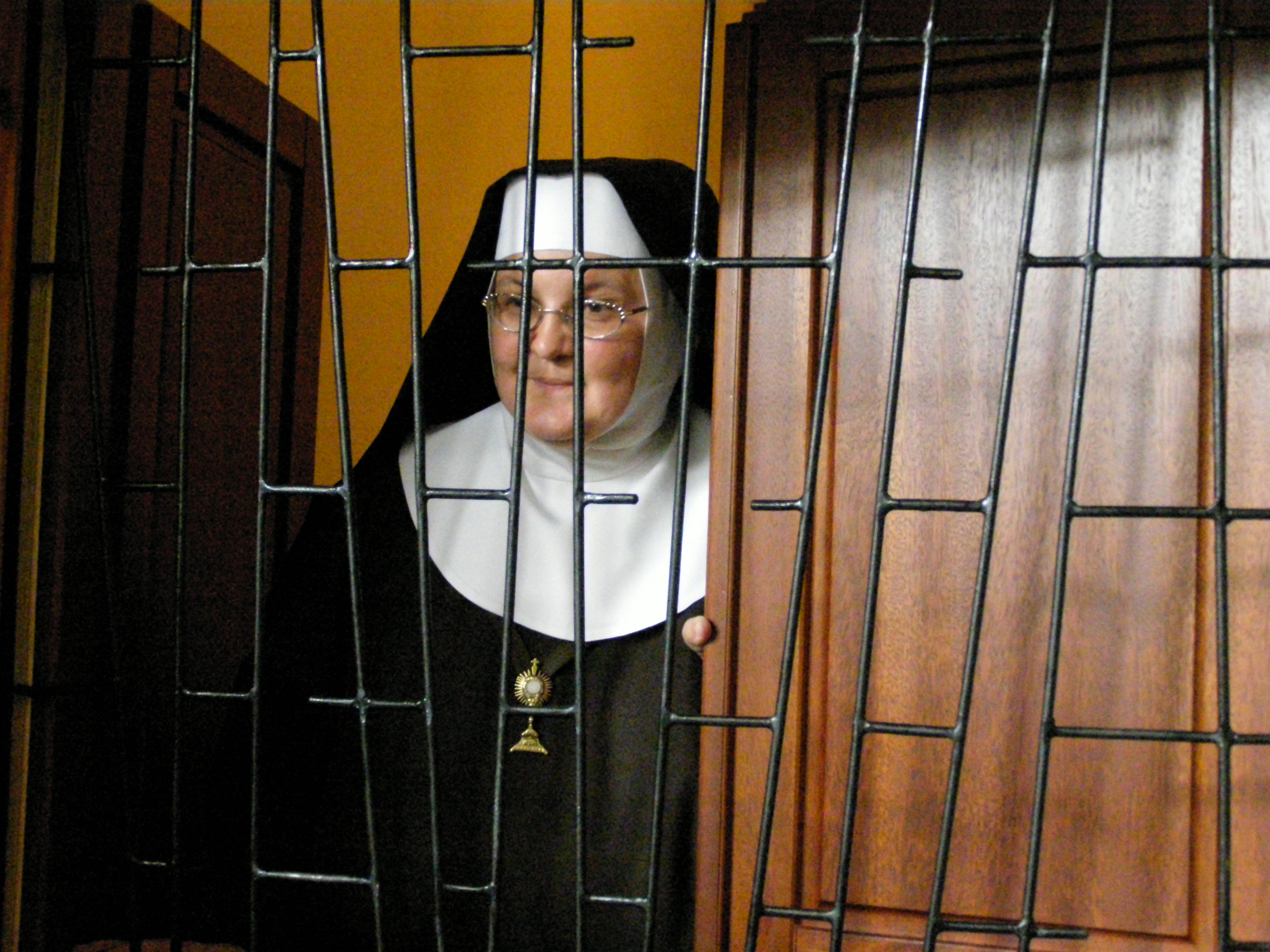
Nunna i klausur.

Klausur (latin clausura, "inspärrning") är det sätt att leva avskild från omvärlden som praktiseras av personer som lever i kloster. Klausur kan även avse den mur som avskiljer klosterbyggnaderna från omvärlden.
Utformning och omfattning av denna avskildhet kan variera betydligt mellan olika klosterordnar alltefter ordnarnas verksamhet. Som ett exempel på en orden med stränga föreskrifter om avskildhet kan nämnas kartusianer, medan till exempel franciskaner lever nära det omgivande samhället.
I ett munkkloster innebär klausuren att munken bara på giltiga skäl får tillstånd att lämna sitt kloster. Ett av villkoren är att han åtföljs av en annan klosterbroder. Likaså får en man utifrån, endast av tvingande orsaker och för kort tid, besöka klostret; ingen kvinna får över huvud taget komma in.
För nunnor är kraven än mera vittgående. Bara i yttersta nödfall och helst med skriftligt samtycke av vederbörande biskop får en nunna lämna sitt kloster. Utan dylikt tillstånd får heller ingen beträda ett nunnekloster. Detta förbud gäller dock inte biskopar och ordensprelater vid visitationstillfällen, biktfäder, som ska ge de sjukas smörjelse, samt läkare och hantverkare. Samtal med en nunna vid gallret får äga rum endast på det sätt, som ordensstatuterna föreskriver, och munkar får endast med vederbörande biskops skriftliga tillstånd tala med en nunna.